# Cuculus optatus
Il cuculo di Horsfield (Cuculus optatus Gould, 1845) è un uccello della famiglia Cuculidae.

## Distribuzione e habitat
Questo uccello nidifica dalla Finlandia, attraverso la Siberia e l'Asia settentrionale, fino al Giappone. In inverno migra a sud, attraversando gran parte dell'Asia, fino a raggiungere Filippine, Indonesia, Papua Nuova Guinea e Australia settentrionale e orientale. È presente anche sulle isole della Micronesia, su Palau e sulle Isole Salomone. È di paaso negli Stati Uniti occidentali.

## Tassonomia
Cuculus optatus non ha sottospecie, è monotipico.